# Джон Маккейн
Джон Сидни Маккейн III (на английски: John Sidney McCain III) е американски офицер от ВМС на САЩ и политик, старши сенатор от щата Аризона и кандидат за президент на Републиканската партия през 2008 г.
Маккейн посещава Американската военноморска академия в Анаполис и завършва близо до дъното на випуска си през 1958 г. След това става военноморски пилот служещ на самолетоносач. Като участник във Виетнамската война през 1967 г. се измъква на косъм от смъртта при пожара на борда на самолетоносача Форестал. По-късно през същата година е свален и тежко ранен при своята 23-та мисия за бомбардиране на Северен Виетнам. Той прекарва пет години и половина като военнопленник, претърпявайки изтезания, преди да бъде освободен през 1973 г. Маккейн се оттегля от ВМС през 1981 г., мести се в Аризона и скоро навлиза в политиката. През 1982 г. е избран за член на американската Камара на представителите. След изкарването на два мандата е избран за сенатор от щата Аризона през 1986 г. Преизбиран е през 1992, 1998 и 2004 г. През 2000 г. губи изборите за кандидат на Републиканската партия за президент от Джордж У. Буш. Джон Маккейн официално обявява повторната си кандидатура за президент на 25 април 2007 г., a на 4 март 2008 г. печели републиканската президентска номинация. МакКейн губи президентските избори на 4 ноември 2008 г. от кандидата на Демократическата партия Барак Обама. От януари 1987 г. до смъртта си на 25 август 2018 г. Маккейн е член на американския сенат, представляващ щата Аризона.

## Биография

### Ранен живот
Джон Маккейн е роден на 29 август 1936 г. във военната база Коко Соло в Зоната на Панамския канал. Баща му Джон Маккейн младши (1911-1981 г.) е командир на подводница, награден със Сребърна и Бронзова звезда. През 1967 г. е повишен в чин четиризвезден адмирал и е назначен за командир на ВМС на НАТО в Европа. Майка му Робърта (Райт) Маккейн (1912 г.) е родом от щата Оклахома. Дядо му Джон Маккейн старши е командвал американските самолетоносачи в Тихия океан по време на Втората световна война, водейки американските сили в битката в залива Лейте и умира четири дни след края на войната. Семейството се мести в Северна Вирджиния, където Маккейн посещава училище в гр. Александрия, завършвайки средно образование през 1954 г.
Маккейн влиза във Военноморската академия, където всяка година са му присъждани над сто наказателни точки (за нелъснати обувки и др.). Представянето му не е добро, с изключение на предметите, които го интересуват, като английска литература, история и държавно управление. През 1958 г. завършва на пето място от долу нагоре. След завършването си Маккейн влиза в школа за военновъздушни пилоти. Самолетът му катастрофира в залива на гр. Корпус Кристи, Тексас, но той се отървава без наранявания. При друг случай Маккейн остава невредим след сблъсък с електрически кабели над Испания. Завършва през 1960 г. и става пилот на самолетоносачите Интрепид и Ентърпрайз. По време на Карибската криза самолетоносачът Ентърпрайз участва в карантината на Куба, заповядана от президента Джон Кенеди. На 3 юли 1965 г. Маккейн се жени за Керъл Шеп, модел, развела се с един от неговите съвипускници. Маккейн осиновява двете ѝ малки деца, а през септември 1966 г. им се ражда дъщерята Сидни.

### Виетнамска война
През 1967 г. самолетоносачът Форестал, на който служи Маккейн, е изпратен да се присъедини към кампанията за бомбардиране на Северен Виетнам. На 29 юли 1967 г. Маккейн за малко не е убит, когато случайно изстреляна ракета от изтребител F-4 Phantom II на борда на самолетоносача удря самолета на Маккейн A-4 Skyhawk, докато той се подготвял за излитане. Ударът подпалва самолета, а Маккейн се измъква от кабината и скача от носа на самолета на горящата палуба. Минута и половина след инцидента се взривява една от бомбите на самолета и Маккейн е ранен в краката и гърдите от шрапнел. Последвалият пожар убива 132 моряци, ранява 62, унищожава 20 самолета и отнема 24 часа за потушаването си. Ден-два след инцидента Маккейн казва на репортера на Ню Йорк Таймс – Р. У. Епъл в Сайгон: „Трудно ми е да го кажа, но сега, след като съм видял какво бомбите и напалма направиха на хората на нашия кораб, не съм напълно сигурен, че искам да продължа да хвърлям такива неща над Северен Виетнам“. Казва още: „Винаги съм искал да съм във флота. Роден съм в него и не съм се замислял за друга професия. Но винаги съм имал проблем с режима.“
Маккейн се присъединява към екипажа на самолетоносача Орискани и през октомври 1967 г. вече има 22 бойни мисии.

#### Военнопленник
На 26 октомври 1967 г. Маккейн участва заедно с още 19 самолета в атака срещу ТЕЦ в Ханой. Самолетът на Маккейн е свален от съветска ракета земя-въздух СА-2, след като вече е хвърлил бомбите си. Маккейн получава фрактури на двете ръце и на единия крак. Пада с парашут в езерото Трук Бак, където почти се удавя. Около него се събира тълпа, която го оплюва, рита и взима дрехите му. Рамото му е смазано с приклад на пушка и е намушкан с щик в лявото стъпало и в корема. Пленилите го виетнамци решават, че скоро ще умре и не го пращат в болница, но след като разбират, че баща му е адмирал, се погрижват за него и обявяват пленяването му. Маккейн прекарва шест месеца в болница, губи 20 кг от теглото си и косата му побелява. През декември 1967 г. е изпратен в лагер за военнопленници. През март 1968 г. е поставен в изолация, в която прекарва следващите две години. През юли 1968 г. баща му е назначен за командир на американските войски във Виетнам. Виетнамците предлагат на Маккейн да го освободят преди пленниците заловени преди него, но Маккейн отказва, позовавайки се на Кодекса за поведение на американските въоръжени сили и вярвайки, че виетнамците ще използват случая за пропагандни цели.
През август 1968 г. започват мъчения срещу Маккейн. Той е завързван в неудобни пози и на всеки два часа е бит, като в същото време страда и от дизентерия. Отново са му счупени костите и зъбите, а надзирателите осуетяват негов опит за самоубийство. След четири дни Маккейн подписва „самопризнание“, че е „черен престъпник“ и „въздушен пират“, но той използва надут комунистически жаргон и неправилен език, за да покаже, че изявлението е изтръгнато насила. До смъртта си той не може да вдига ръцете си над главата, заради нараняванията, които получава тогава. Маккейн отказва да подпише второ самопризнание, заради което е бит три пъти седмично. Веднъж един от надзирателите тайно разхлабва въжетата, с които Маккейн е бил вързан, а на Коледа застава до него и рисува с крак кръст на земята. Маккейн по-късно разказва тази случка като пример за хуманност.
През октомври 1969 г. държанието спрямо Маккейн и останалите пленници се подобрява, след като един пленник, освободен през лятото, разкрил пред световната преса злоупотребите с тях. През декември 1969 г. Маккейн е преместен в затвора Хоа Лоа, след което е преместен другаде, но условията като цяло са по-добри, отколкото в началото. Той неколкократно отказва да се срещне с представители на американското движение против войната. Маккейн е освободен на 15 март 1973 г. в резултат на Парижкото мирно споразумение.

## Завръщане в САЩ
При завръщането си в САЩ Джон Маккейн се събира с жена си, която е претърпяла тежка катастрофа през декември 1969 г., след което е подложена на операции и физиотерапия в продължение на месеци. Когато Маккейн я вижда, тя е 10 см по-ниска, на патерици и напълняла. Заради преживяванията си във Виетнам Маккейн става известен. Макар мнозина да се съмняват, че може да се върне към летенето, той се подлага на деветмесечен курс за физиотерапия, най-вече с цел да може отново да сгъва колената си. Към края на 1974 г. Маккейн издържа физически изпит и летателната му правоспособност е възстановена. Той става командир на ескадра базирана до гр. Джаксънвил, Флорида. По това време има извънбрачни връзки и бракът му е в криза, за което вини себе си, а не Виетнам. През 1977 г. Маккейн става офицер за свръзка на ВМС в американския сенат. През 1979 г. Маккейн се влюбва в Синди Лу Хенсли. На 2 април 1980 г. той се развежда, а на 17 май същата година се жени за Хенсли, като кум е сенаторът Уилям Коен. Децата на Маккейн са разстроени и не присъстват на сватбата, но няколко години по-късно се помиряват с баща си и новата му съпруга. Маккейн се оттегля от армията през 1981 г. с чин капитан. Той е награден със Сребърна звезда, Бронзова звезда, Легион за заслуги, Пурпурно сърце и Кръст за летателни заслуги.

### Конгресмен
Когато републиканецът Джон Роудс младши от първи избирателен район на Аризона обявява оттеглянето си от политиката през 1982 г., Маккейн се кандидатира за неговото място в американската Камара на представителите и печели изборите. Назначен е в Комисията по вътрешни работи и в Републиканската група за индиански дела. Той подкрепя много индиански законопроекти за даване на земя на резерватите и за специален данъчен статут на племената, но повечето от тях са неуспешни. Маккейн в много случаи е в съгласие с президента Роналд Рейгън и се счита за „пеши войник на революцията на Рейгън“, но през 1983 г. гласува против резолюция, позволяваща на Рейгън да остави американски военен контингент в Ливан, месец преди да бъде взривена американска казарма в Бейрут, при която загиват 243 войници. Маккейн е преизбран през 1984 г. и този път подкрепяният от него „Закон за индианско икономическо развитие“ е приет. През 1985 г. заедно с журналиста от CBS Уолтър Кронкайт, Маккейн се връща в Ханой и вижда паметник до езерото, където „въздушният пират Ма Кан“ е бил пленен. През 1986 г. Рейгън поставя вето на Закона против Апартейд, установяващ санкции срещу Южна Африка, а Маккейн се присъединява към демократите за отхвърлянето му. Маккейн критикува администрацията на Рейгън заради аферата Иран-Контри.
През 1984 г. жена му ражда дъщеря им Меган, през 1986 г. – Джон Маккейн IV, а през 1988 г. – Джеймс. През 1991 г. Синди Маккейн взима от бангладешкото сиропиталище, управлявано от майка Тереза, тримесечно бебе, нуждаещо се от медицинско лечение за разцепено небце (вълча уста). Семейство Маккейн я осиновяват и я кръщават Бриджит. Джон Маккейн подкрепя съпругата си, когато през 1994 г. признава, че е била пристрастена към болкоуспокояващи, с надеждата да даде сили на други жертви на зависимости. През 90-те години семейството започва да посещава Баптистката църква на Северен Финикс. Маккейн продължава да е член на Епископалната църква дълго време, но в крайна сметка става баптист.

### Кариера в Сената (1987 – 1999 г.)
През 1986 г. Маккейн решава да се кандидатира за сенатското място на Бари Голдуотър, противник на президента Линдън Джонсън на президентските избори през 1964 г., който се пенсионира. Маккейн побеждава Ричърд Кимбъл от Демократическата партия с 60% от гласовете. Става член на сенатските Комисии за въоръжените сили, търговията и индианските дела. Той подкрепя Закона на Грам-Рудман, предвиждащ автоматично съкращаване на разходите при бюджетен дефицит. Маккейн е замесен в скандала „Петимата на Кийтинг“, когато срещу банкера Чарлс Кийтинг е заведено дело за огромна измама, а петима сенатори, включително Маккейн, на които Кийтинг е дарил значителни суми, са заподозрени в прикриване на Кийтинг пред федералните контрольори. В крайна сметка срещу сенаторите не са отправени обвинения, но Маккейн е смъмрен от сенатската Комисия по етика. Като резултат от този скандал Маккейн започва кампания срещу влиянието на лобисти над законодателите. През 1991 г. Маккейн често се появява по телевизията, за да коментира Войната в Персийския залив, а през 1992 г. е преизбран с 56% от гласовете.
През 1991 – 1993 г. Маккейн е член на Специалната комисия за военнопленниците и изчезналите, председателствана от сенатора демократ Джон Кери. Маккейн прави нови посещения във Виетнам, а министерството на отбраната декласифицира над милион страници от документи. В окончателния доклад на комисията, подкрепен от Маккейн, се казва, че няма твърди доказателства за присъствието на американски военнопленници в Югоизточна Азия. По време на работата му в комисията и след това, Маккейн е хулен като измамник, предател и „манджурски кандидат“ от активисти, които вярват, че голям брой американски военнопленници все още са държани в Югоизточна Азия. Маккейн казва, че с Кери са получили достъп до архивите на Виетнам и че е прекарал хиляди часове в търсене на истински доказателства за оцелели американци. През 1994 г. сенатът приема резолюция, подкрепена от Кери и Маккейн, призоваваща за премахване на търговското ембарго спрямо Виетнам, като стъпка към нормализирането на дипломатическите отношения. През 1995 г. президентът Бил Клинтън обявява нормализиране на отношенията с Виетнам. Маккейн се надява Виетнам да служи като противотежест на надигащия се Китай.
Заедно със сенатора демократ Ръс Файнголд, Маккейн се опитва да прокара реформа на политическото финансиране, предвиждаща ограничаване на „меките пари“, т.е. на средствата, които корпорации, синдикати и други организации могат да дарят на партиите, а след това те да бъдат пренасочени към отделни кандидати, чиито лимити за получаване на дарения са достигнати. Законопроектът среща силна съпротива и не е гласуван през 1996 г. През 1998 г. е предложена редактирана версия на Закона Маккейн-Файнголд, но той отново не може да бъде гласуван.
През 1998 г. Маккейн използва председателството си на Комисията по търговията, за да се противопостави на тютюневата промишленост, предлагайки закон, който да увеличи данъците върху цигарите, за да се водят кампании против пушенето, да се намали броя на тийнейджърите-пушачи, да се увеличи финансирането за медицински проучвания и да се помогне на отделните щати да финансират медицинските разходи, свързани с тютюнопушенето. Законопроектът е подкрепен от администрацията на Клинтън и от много здравни организации, но индустрията похарчва 40 – 50 млн. долара за рекламната си кампания и много републикански сенатори му се противопоставят, заявявайки, че той ще създаде нова неконтролируема бюрократична машина. Законът не стига до гласуване и това се счита за сериозна политическа загуба за Маккейн.
През 1998 г. Джон Маккейн печели 69% от гласовете при избора си за трети мандат. През 1999 г. Законът Маккейн-Файнголд отново е предложен и го сполита същата съдба. Маккейн (заедно с Файнголд) получава награда от фондацията на президентската библиотека Джон Кенеди Профили за смелостта (по едноименната книга на Дж. Ф. К.), заради противопоставянето си на своята партия по време, когато се опитва да спечели номинацията ѝ за президент.

### Президентска кампания през 2000 г.
През август 1999 г. са издадени мемоарите на Джон Маккейн „Вярата на моите отци“, която се превръща в бестселър. Маккейн обявява кандидатурата си за президент на 27 септември 1999 г. в Нашуа, Ню Хемпшир. В същия ден фаворитът за номинацията на Републиканската партия Джордж У. Буш посещава Финикс, Аризона и изтъква, че има подкрепата на губернаторката на Аризона Джейн Дий Хъл. Маккейн пропуска предварителните избори в Айова и се концентрира върху Ню Хемпшир, където Джордж Х. У. Буш никога не е бил популярен. Маккейн посещава всеки град в малкия щат и дава над двеста обръщения и отговори на въпроси. На 1 февруари 2000 г. той печели 49% от гласовете срещу 30% за Буш и се превръща в единствения му силен противник. Според анализатори победата на Маккейн на предварителните избори в Южна Каролина би му дала импулс, който може да се окаже неудържим. Страх и паника обземат кампанията на Буш и републиканската върхушка. Битката между Буш и Маккейн за Южна Каролина е влязла в аналите като една от най-мръсните и брутални кампании в историята. Специалните интереси, които Маккейн е предизвикал в миналото, сега излъчват негативни реклами за него. В деня, когато според проучването Маккейн води в щата с преднина от 5%, Буш се качва на сцената с маловажния и противоречив активист за ветераните от войните Дж. Томас Бърч, който обвинява Маккейн, че след като се е върнал от Виетнам, ги е изоставил. Разярен, Маккейн обвинява Буш в лъжа, и го сравнява с Бил Клинтън, което според Буш е „долен удар, колкото може да се направи в републикански предварителни избори“. Срещу Маккейн започва мистериозна кампания, разпространявана чрез факс, имейл, листовки и т.н., съставена от серия клевети, най-вече обвинението, че има извънбрачно черно дете (намек за тъмния цвят на кожата на детето от Бангладеш, Бриджит, което Маккейн е осиновил, който е насочен към расизма, все още явен в Дълбокия Юг), но също и че жена му е наркоманка, че той е хомосексуалист, предател от типа „манджурски кандидат“ и че е умствено нестабилен, вследствие на преживяното във Виетнам. Кампанията на Буш твърдо отрича участие в тези атаки. Буш мобилизира евангелистките гласоподаватели, а консервативният радиоводещ Ръш Лимбо се намесва в битката, споделяйки, че Маккейн е любимият кандидат на либералните демократи. Маккейн стига до лимита на средствата, които може да похарчи, тъй като е приел субсидия от държавата, а Буш не го е направил и може да харчи колкото поиска. Три дни преди изборите Маккейн спира негативните реклами срещу Буш и се опитва да наблегне на по-положителен образ. На 19 февруари Маккейн губи изборите с 42% срещу 53% за Буш, който отново набира инерция. Маккейн печели изборите в Аризона и Мичиган на 22 февруари, но не успява да се възстанови след загубата в Южна Каролина. На 28 февруари той критикува евангелистките лидери Джери Фолуел и Пат Робъртсън в реч, а на 29 февруари губи изборите във Вирджиния и Вашингтон. На 7 март губи девет от тринайсетте щата, които гласуват в супер-вторника, сред които са големите щати Калифорния, Ню Йорк, Охайо и Джорджия, а печели само щатите от Нова Англия, Масачузетс, Кънектикът, Род Айлънд и Върмонт. Без надежда да неутрализира преднината на Буш, Маккейн се оттегля от надпреварата на 9 март 2000 г. На 9 май официално подкрепя Буш.

### Кариера в Сената (2001 – 2007 г.)
През май 2001 г. Маккейн гласува срещу закона на Буш за намаляване на данъците с 350 млрд. долара за 11 години. Той е един от двамата републиканци сторили това, заявявайки, че ще подкрепи намаляване на данъците, при условие че те се обвържат с намаляване на разходите. Той защитава сенатора от Върмонт Джим Джефърдс, който от републиканец става независим, което дава контрол на демократите върху Сената. Плъзват слухове, че самият Маккейн ще стори същото, което води до призиви на консерватори в Аризона да си подаде оставката.
След атентатите от 11 септември Маккейн се превръща в поддръжник на Буш и на войната в Афганистан. Той призовава за съкрушителен удар срещу талибаните и за използване на сухопътни войски. Заедно със сенатора демократ Джо Либерман Маккейн пише закона, създал Комисията за 11 септември, а със сенатора демократ Фриц Холингс са автори на закона, поставил летищната сигурност под федерален контрол. Законът Маккейн-Файнголд е приет от двете камари на Конгреса през март 2002 г. и е подписан от президента Буш, за което спомагат и последиците от скандала с компанията Енрон.
Маккейн поддържа позицията на Буш по отношение на Саддам Хюсеин, недвусмислено заявявайки, че Ирак притежава оръжия за масово унищожение и че представлява „ясна и настояща заплаха за Съединените американски щати“. Той гласува за резолюцията за Иракската война през октомври 2002 г., упълномощила Буш да заповяда нахлуването в Ирак през март 2003 г. През май 2003 г. гласува срещу втория законопроект на Буш за данъчни облекчения, заявявайки, че това е неразумно по време на война. През ноември 2003 г., след посещение в Ирак, публично поставя под въпрос управлението на министъра на отбраната Доналд Ръмсфелд, а през декември 2004 г. казва, че е изгубил доверие в него.
През 2004 г. се пръскат слухове, че Джон Маккейн може да стане вицепрезидентски кандидат, заедно с кандидата на Демократическата партия за президент Джон Кери. На Републиканската конвенция през 2004 г. Маккейн ентусиазирано подкрепя Буш, хвалейки водената от него война срещу тероризма. В същото време нарича кампанията на „Ветераните от катери за истина“ срещу Джон Кери „нечестна и безчестна“ и призовава Буш да я осъди. Маккейн печели 77% от гласовете при преизбирането си за четвърти мандат през ноември 2004 г.
Джон Маккейн подкрепя номинираните от Буш за съдии от Върховния съд – Джон Робъртс и Самюъл Алито. Той счита, че решението на Върховния съд от 1973 г., Роу срещу Уейд, което на практика узаконява абортите в САЩ, трябва да бъде отменено, но същевременно е поддръжник на смъртното наказание. През май 2005 г. Маккейн е един от „бандата на 14-те“ сенатори, които сключват споразумение, позволяващо на представителите на малцинството да възпрепятстват (чрез филибастър) одобряването на съдии от Сената, но само „при изключителни обстоятелства“. В противоречие с гласуването си от 2001 и 2003 г., Маккейн подкрепя законопроекта на Буш за данъчни облекчения през 2006 г., защото в противен случай гласът му би бил за данъчно увеличение. Работейки заедно със сенатора демократ Едуард Кенеди, Маккейн е силен поддръжник на законопроект за узаконяване на нелегалните имигранти, въвеждане на програма за работници-гости и уплътняване на границата. През 2005 г. не се стига до гласуване, а през 2006 г. законопроектът е одобрен от Сената, но отхвърлен от Камарата на представителите. През юни 2007 г., заедно с президента Буш, Маккейн се опитва да прокара подобен закон, но отново среща голяма съпротива срещу „амнистията“ за нелегалните имигранти и законопроекта не е гласуван.
Маккейн прокарва законова поправка, забраняваща нехуманното третиране на затворници, заловени във войната срещу тероризма, включително и на тези държани в базата на залива Гуантанамо, Куба. Маккейн продължава да критикува начина, по който е водена войната в Ирак, и в началото на 2007 г. подкрепя увеличаването броя на американските войници там.
Маккейн критикува липсата на инициатива от страна на администрацията на Буш за справяне с глобалното затопляне.
В отговор на алтернативните теории за атентатите от 11 септември, Маккейн пише през 2006 г. предговора на книгата, издадена от сп. Popular Mechanics „Debunking 9/11 Myths“.

### Президентска кампания през 2008 г.
Опитвайки се най-сетне да спечели подкрепата на християнската десница през май 2006 г., Маккейн открива семестъра в университета Либърти на Джери Фолуел. Маккейн формира президентски изследователски комитет на 15 ноември 2006 г., и обявява, че е кандидат за президент на 28 февруари 2007 г., като официално започва кампанията си на 25 април в Портсмут, Ню Хемпшир. Кампанията на Маккейн е на ръба на платежоспособността, което според наблюдатели до голяма степен се дължи на подкрепата му за законопроекта за нелегалните имигранти, която го прави непопулярен сред много от републиканските гласоподаватели. 
 Той се възползва от организираните дебати и спонсорирани събития, за да предаде посланието си. В началото на 2008 г. Маккейн е подкрепен от вестник Бостън Глоуб, от много вестници в Ню Хемпшир, както и от независимия сенатор от Кънектикът Джо Либерман. 
На 8 януари 2008 г. Маккейн печели предварителните избори в Ню Хемпшир, побеждавайки бившия губернатор на Масачузетс Мит Ромни. На 19 януари Маккейн печели в Южна Каролина, побеждавайки бившия губернатор на Арканзас Майк Хакъбий, а седмица по-късно побеждава Ромни във Флорида, след кампания изпъстрена с нападки, като по този начин става фаворит в надпреварата. След няколко тежки загуби бившият кмет на Ню Йорк Руди Джулиани обявява, че се отказва от по-нататъшно участие и подкрепя Маккейн, който печели и поддръжката на губернатора на Калифорния Арнолд Шварценегер. На 5 февруари (супер-вторникът) Маккейн печели мнозинството от щатите и делегатите и на 7 февруари основният му съперник Мит Ромни се оттегля. В надпреварата остават Майк Хакъбий и Рон Пол, но Маккейн се счита за почти сигурен победител. На 4 март 2008 г. печели републиканската президентска номинация, след победи в Тексас, Охайо, Род Айлънд и Върмонт. На 29 август Маккейн обявява за свой кандидат за вицепрезидент 44-годишната губернаторка на Аляска с малък политически опит Сара Пейлин, прецедент в историята на Републиканската партия (през 1984 г. Демократическата партия номинира Джералдин Фераро за вицепрезидент). Маккейн е официално номиниран на Републиканската конвенция в Сейнт Пол, Минесота в началото на септември 2008 г. Тандемът МакКейн/Пейлин губи изборите на 4 ноември 2008 г. срещу тандема на Демократическата партия Обама/Байдън, със 173 срещу 365 гласа в Избирателната колегия.
Ако беше спечелил президентските избори, Джон Маккейн щеше да стане най-възрастният президент при заемане на поста, на 72 години, надминавайки Роналд Рейгън, който е бил на 69 през 1981 г., както и първият, роден извън територията на петдесетте щата. Той отхвърля тревогите за възрастта си, казвайки през 2005 г., че е в отлично здраве, макар че през 1993, 2000 и 2002 г. е подлаган на лечение за рак на кожата-меланома. Една от операциите остава видим белег на лявата половина от лицето му.
Относно външната политика на САЩ, Маккейн заявява, че ще се бори с глобалното затопляне и се обявява за изваждане на Русия от групата на Г-8 поради факта, че Москва изнудва енергийно и ядрено съседите си. Критикува политиката на унитаризъм на американската администрация и изявява готовност да се съобразява с другите нации, че няма да действат едностранно по света.

### Семейство
Синът на Маккейн, Джон Маккейн IV е курсант в Академията на ВМС в Анаполис, а синът му Джеймс се записва за морски пехотинец през 2006 г., а през 2007 г. е изпратен в Ирак. Дъщеря му Меган е завършила университета Колумбия и участва в кампанията му. Синът му от първия му брак Дъг е завършил Университета на Вирджиния, след което става военен и граждански пилот. Синът му Анди е вицепрезидент на компанията Хенсли, дъщеря му Сидни живее в Торонто, където работи в звукозаписната индустрия. Има четири внука. През 2004 г. жена му получава сърдечен удар, но се възстановява напълно. Тя е председател на голямата бирена компания Anheuser-Busch и дистрибутор на алкохол на компанията Хенсли, основана от баща ѝ.
На 14 юли 2017 г. Маккейн претърпява минимално инвазивна краниотомия в болница „Mayo Clinic“ във Финикс, Аризона, за отстраняване на кръвен съсирек над лявото му око. Пет дни по-късно лекуващите лекари обявяват, че лабораторните резултати от операцията потвърждават наличието на глиобластом – много агресивен рак на мозъка. Стандартните възможности за лечение на този тумор включват химио- и лъчетерапия, но дори и с лечение, средното време на преживяемост е приблизително 14 месеца. Маккейн е лекуван от предишни ракови заболявания, включително меланом. На 24 август 2018 г. семейството на Маккейн обявява, че той повече няма да се подлага на лечение за рак. Джон Маккейн умира на следващия ден в семейния дом в Корнвил, Аризона.

## Отличия
- През 2001 г. е удостоен с орден „Стара планина“ първа степен.[5]